# BAFTA-galan 1949
BAFTA-galan 1949 var den andra upplagan av British Academy Film Awards som hölls den 29 maj 1949 och belönade insatser i filmer som visades i Storbritannien 1948. Två nya kategorier presenterades detta år: Bästa dokumentär och United Nations Award.

## Vinnare och nominerade
Vinnarna listas i fetstil.
| Bästa film från vilket ursprung som helst                                                                                        | Bästa brittiska film |
| --- | --- |
| - Hamlet - Befriande eld - Fyra steg i det blå - Hämnden är rättvis - Inferno - Storstad - Ögonvittnet                           | - Ögonvittnet - De fria viddernas män - De röda skorna - Hamlet - Oliver Twist - Speedway-fantomen - Våldets män                                                                                   |
| Bästa dokumentär | Special Award |
| - Livet i Louisiana - De fyra årstiderna - Is Everybody Listening? - Shadow of the Ruhr - Three Dawns to Sydney - Vi rackarungar | - Atomic Physics - Bear that Got a Peacock's Tail - Kattkonserten - En kluven värld - Norman McLaren Abstract Reel - Paramount British Newsreel: Gandhi's Funeral - Rubens - Your Children's Sleep |
| United Nations Award | |
| - Atomic Physics - Fallet Winslow - Hungry Minds                                                                                 | |